# Грузиновское сельское поселение
Грузи́новское се́льское поселе́ние — сельское поселение, входящее в состав Морозовского района Ростовской области.
Административный центр поселения — хутор Грузинов.

## Административное устройство
В состав Грузиновского сельского поселения входят:
- хутор Грузинов;
- хутор Козинка;
- хутор Общий.

## Население
| 2010  | 2012  | 2013  | 2014  | 2015  | 2016  | 2017  |
| ----- | ----- | ----- | ----- | ----- | ----- | ----- |
| 1538  | ↘1495 | ↘1447 | ↘1434 | ↘1416 | ↘1392 | ↘1384 |
| 2018  | 2019  | 2020  | 2021  |       |       |       |
| ↘1336 | ↘1312 | ↘1285 | ↘1274 |       |       |       |